# Nataliya Popovych
Natalia Kostiantynivna Popovych (tiếng Ukraina: Наталія Костянтинівна Попович) (sinh ngày 16 tháng 3 năm 1968, tại Hurzuf, Yalta, Ukraine), là một chính trị gia Ukraina.